# Nekrologium
 Ikke at forveksle med Nekrolog.
 Der er for få eller ingen kildehenvisninger i denne artikel, hvilket er et problem. Du kan hjælpe ved at angive troværdige kilder til de påstande, som fremføres i artiklen.

Et nekrologium (græsk: "dødebog")  er en bog eller fortegnelse, hvori navnene på de døde i et religiøst samfund som klostre eller andre, indskrives for at fejre dem på årsdagen for deres død. Fejringen foregik i form af forbøn. De, der blev optaget i nekrologiet, kunne være paven, kejseren, kongelige m.v., men primært det religiøse samfunds grundlæggere og støtter.  I klostrene tilknyttet de kollegiale kirker blev de kanoneserede munke og velgørere indskrevet i nekrologium. 
Nekrologium er først og fremmest en retningslinje for den daglige bøn og har således et primært liturgisk formål. Nekrologium kan spores til urkristendommens første fællesskaber, hvor nekrologium blev anvendt til at recitere navnene på dem, der døde for deres tro.
En levnedsbeskrivelse af en nylig afdød kaldes en nekrolog.